# Aspazy
Aspazy – imię męskie pochodzenia greckiego. Wywodzi się  słowa aspasios oznaczającego „powitanie”. Imię to na oboczną wersję Aspazjusz.
Jego patronem jest św. Aspazjusz, biskup, żyjący w VI wieku. 
Aspazy imieniny obchodzi 2 stycznia.
Żeński odpowiednik: Aspazja. 